# VUCA
VUCA jest akronimem po raz pierwszy zastosowanym w 1987 roku w odniesieniu do teorii przywództwa Warrena Bennisa i Burta Nanusa w celu opisania lub refleksji nad zmiennością (volatility), niepewnością (uncertainty), złożonością (complexity) i niejednoznacznością (ambiguity) ogólnych warunków i sytuacji. Uczelnia wojskowa United States Army (United States Army War College) wprowadziła koncepcję VUCA, aby opisać bardziej niestabilny, niepewny, złożony i niejednoznaczny świat postrzegany jako wynik końca zimnej wojny. Częstsze stosowanie i dyskusja nad terminem „VUCA” poza edukacją wojskową zaczęła się w pierwszej dekadzie XXI wieku, a szczególnie przyczynił się do tego zamach na World Trade Center w Nowym Jorku 11 września 2001 roku. Zadano sobie wówczas pytania dlaczego nikt nie dostrzegł nadciągającej katastrofy, jakie były przyczyny nieprzygotowania amerykańskiego wywiadu, wojska, a szerzej amerykańskiej demokracji do przewidzenia i zapobiegnięcia atakowi. Termin VUCA przeżywa od tego czasu renesans zarówno w koncepcjach wojskowych, jak i w koncepcjach przywództwa strategicznego, które mają zastosowanie w wielu organizacjach, począwszy od korporacji nastawionych na zysk po organizacje edukacyjne.

## Znaczenie
Głębsze znaczenie każdego elementu VUCA służy wzmocnieniu strategicznego znaczenia prognozowania z zastosowaniem modelu VUCA, a także analizie zachowania grup i osób w organizacjach. Omawia błędy systemowe i ludzkie, które są charakterystyczne dla porażek w organizacjach.
- V = zmienność (ang. volatility); natura i dynamika zmian oraz natura i siła zmian i/lub ich katalizatorów
- U = niepewność (ang. uncertainty); brak przewidywalności, prawdopodobieństwo nieoczekiwanego zdarzenia oraz świadomość i zrozumienie problemów i wydarzeń
- C = złożoność (ang. complexity); multipleks sił, nakładanie się różnych problemów, brak efektu przyczynowo-skutkowego i zamieszanie otaczające organizację
- A = niejednoznaczność (ang. ambiguity); trudność w zrozumieniu rzeczywistości, potencjalne błędne jej zrozumienie, sprzeczne znaczenie warunków, zaburzony ciąg przyczynowo-skutkowy

Elementy te przedstawiają kontekst, w którym organizacje postrzegają swój obecny i przyszły stan. Przedstawiają granice planowania i politykę zarządzania. Łączą się one w sposób, który albo utrudnia podejmowanie decyzji albo wyostrza zdolność patrzenia w przyszłość, planowania i działania. Koncepcja VUCA wspomaga zarządzanie i przywództwo.
Szczególnie często VUCA odnosi się do tego, jak ludzie postrzegają warunki, w których podejmują decyzje, planują, zarządzają ryzykiem, wspierają zmiany i rozwiązują problemy. Ogólnie rzecz biorąc, koncepcja VUCA kształtuje zdolność organizacji do:
1. Przewidywania problemów, które mogą narastać
2. Zrozumienia konsekwencji problemów i działań
3. Docenienia współzależności zmiennych
4. Przygotowania się na alternatywne realia i wyzwania
5. Interpretowania i wykorzystania istniejących możliwości

Dla większości współczesnych organizacji - biznesu, wojska, edukacji, rządu i innych - VUCA jest praktyczną procedurą zwiększania świadomości i gotowości. Pod prostym akronimem kryje się bogata wiedza o modelach uczenia się w zakresie gotowości, oczekiwań, ewolucji i działania w modelu VUCA.

## Zastosowanie
Niepowodzenie samo w sobie nie jest katastrofą, ale niepowodzenie w wyciągnięciu wniosków z niepowodzenia niewątpliwie jest. Nie wystarczy wyszkolić liderów w zakresie kluczowych kompetencji bez zidentyfikowania kluczowych czynników, które hamują ich wykorzystanie odporności i zdolności dostosowawczych, bez których nie odróżnimy potencjalnych liderów od przeciętnych menedżerów. Przewidywanie zmian w wyniku VUCA jest obecnie jedną z umiejętności elastycznego przywództwa. Zdolność osób i organizacji do radzenia sobie z VUCA można zmierzyć za pomocą szeregu metod. Są to:
1. Zarządzanie wiedzą i wyciąganie wniosków
2. Możliwości dotyczące planowania i gotowości
3. Zarządzanie procesami i zasobami
4. Funkcjonalne modele reagowania i oddziaływania
5. Systemy odzyskiwania i praktyki postępowania
6. Awarie systemowe[8]
7. Awarie behawioralne[8]

Na pewnym poziomie zdolność zarządzania i przywództwa VUCA zależy od wartości wyznawanych przez przedsiębiorstwo, założeń i naturalnych celów. „Przygotowane i zdecydowane” przedsiębiorstwo[4] angażuje się w strategiczny program, który jest świadomy i wzmocniony przez siły VUCA.
Zdolność do przywództwa VUCA pod względem strategicznym i operacyjnym zależy od dobrze rozwiniętego sposobu myślenia o ocenie technicznych, społecznych, politycznych, rynkowych i ekonomicznych warunków środowiska, w którym ludzie pracują. Praca z głębszymi bolączkami na temat elementów VUCA może być motorem przetrwania i zrównoważonego rozwoju w świecie, który z natury jest skomplikowany.
Psychometria, która mierzy płynną inteligencję poprzez śledzenie przetwarzania informacji w obliczu nieznanych, dynamicznych i niejasnych danych, może przewidywać wydajność poznawczą w środowiskach VUCA.

## VUCA a niepewność
W zarządzaniu akronim VUCA stosuje się do opisu wysokiego poziomu niepewności, który charakteryzuje warunki otaczające organizacje. Niepewność jest koncepcją, która jest często nieprawidłowo rozumiana ze względu na ogólnikowy charakter tego pojęcia. Mówiąc krótko, termin niepewność jest zbyt ogólny, by mógł doprowadzić do lepszego rozumienia.
Istnieje wiele niuansów dotyczących niepewności.  Niepewność niemal zawsze dotyczy tego, jakie działania podjąć, ale przyczyny, która powodują, że odczuwamy niepewność, kiedy mamy podjąć decyzję, różnią się w zależności od tego, czy mówimy o zmienności, nieprzewidywalności, złożoności czy niejednoznaczności. VUCA pomaga rozróżnić te sytuacje. 
Przyczyny niepewności:
1. Niepewność co do istnienia niepewności
2. Dynamizm
3. Zmienność
4. Niejednoznaczność
5. Złożoność
6. Ryzyko
7. Nieprzewidywalność
8. Niepoznawalność
9. Dwuznaczność

W działalności nastawionej na zysk zwłaszcza w obszarach związanych z innowacyjnymi produktami, przedsięwzięciami korporacyjnymi, venture capital, wchodzeniem na nowe rynki, wprowadzaniem nowych produktów na rynek, poszukiwaniem nowych zasobów, innowacjach procesowych niepewność jest nie tylko nie do uniknięcia, ale musi być założoną z góry okolicznością, do której dostosowuje się metodykę pracy, zarządzanie projektem, scenariusze wydarzeń i współpracę z interesariuszami. 

## Profilowanie niepewności
Strategiczne profilowanie niepewności za pomocą skal:
1. Przewidywanie przyszłości (wszystko jest możliwe vs wszystko jest pewne)
2. Wyznaczanie celów (cele negocjowalne vs stałe)
3. Klarowność informacji (informacje wskazują na różne kierunki działania vs spójne informacje)
4. Zmiany (ciągłe zmiany vs powolne zmiany)
5. Złożoność (przytłaczająca vs pod kontrolą)

Przewidzenie skutków biznesowych podejmowanych działań, dobranie środków do osiągnięcia celu lub nawet wyznaczenie konkretnych celów. Warunki niepewności, w których działa korporacja nastawiona na zysk charakteryzuje dynamizm, nieprzewidywalność, ryzyko, brak wiedzy, nieprzewidywalność i wspomniane już składowe VUCA, to jest zmienność, złożoność i niejednoznaczność. Dynamizm jest jedną z największych przeszkód w zrozumieniu otaczających warunków. We współpracy korporacji z klientami niepewność objawia się zmiennością ich oczekiwań i wobec tego nieustanną koniecznością dostosowania produktów (w tym usług) do ich potrzeb.